# Bedono (Sayung)
Bedono is een bestuurslaag in het regentschap Demak van de provincie Midden-Java, Indonesië. Bedono telt 3541 inwoners (volkstelling 2010).